# Traguardi di gloria
Traguardi di gloria è un documentario italiano del 1957 diretto da Tanio Boccia.